# Phrixothrix microphthalmus
Phrixothrix microphthalmus är en skalbaggsart som beskrevs av Wittmer 1976. Phrixothrix microphthalmus ingår i släktet Phrixothrix och familjen Phengodidae. Inga underarter finns listade i Catalogue of Life.